# Coleophora santolinae
Coleophora santolinae é uma espécie de mariposa do gênero Coleophora pertencente à família Coleophoridae.